# Maria Luise von Bourbon-Parma

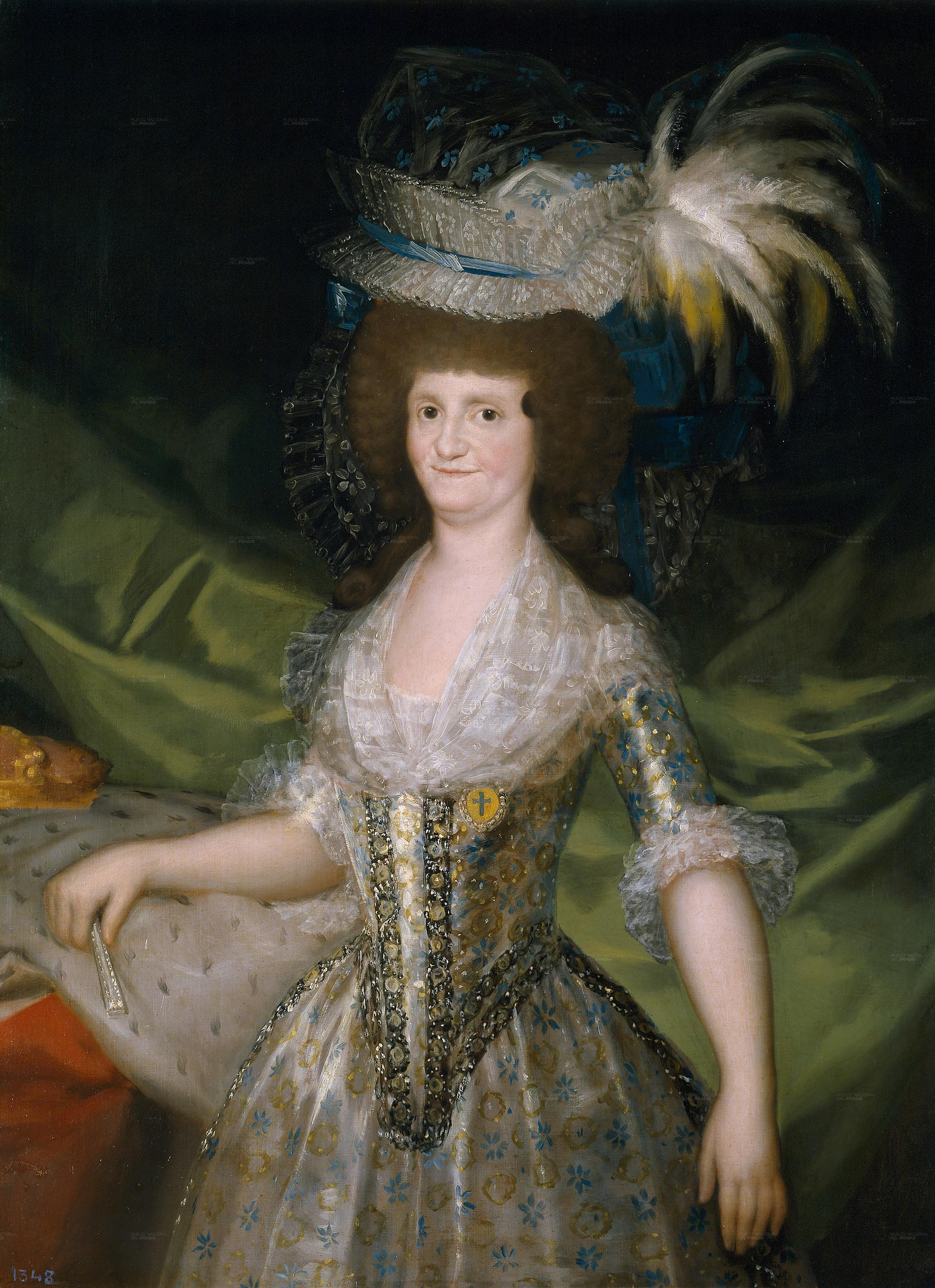
Maria Luise von Parma, Porträt von Goya (1789)

Maria Luise von Bourbon-Parma (spanisch: Luisa María Teresa Ana de Parma; * 9. Dezember 1751 in Parma; † 2. Januar 1819 in Rom) war Prinzessin von Bourbon-Parma und als Gemahlin Karls IV. von 1788 bis 1808 Königin von Spanien. Sie wurde u. a. die Mutter des späteren Königs Ferdinand VII., gewann bedeutenden Einfluss auf die Regierung und verschaffte ihrem Günstling Manuel de Godoy maßgeblichen Anteil an der Leitung der Politik. Nach der Entmachtung der spanischen Bourbonen durch Napoleon (1808) ging sie mit ihrem Gemahl und Godoy ins Exil.

## Abstammung und frühes Leben

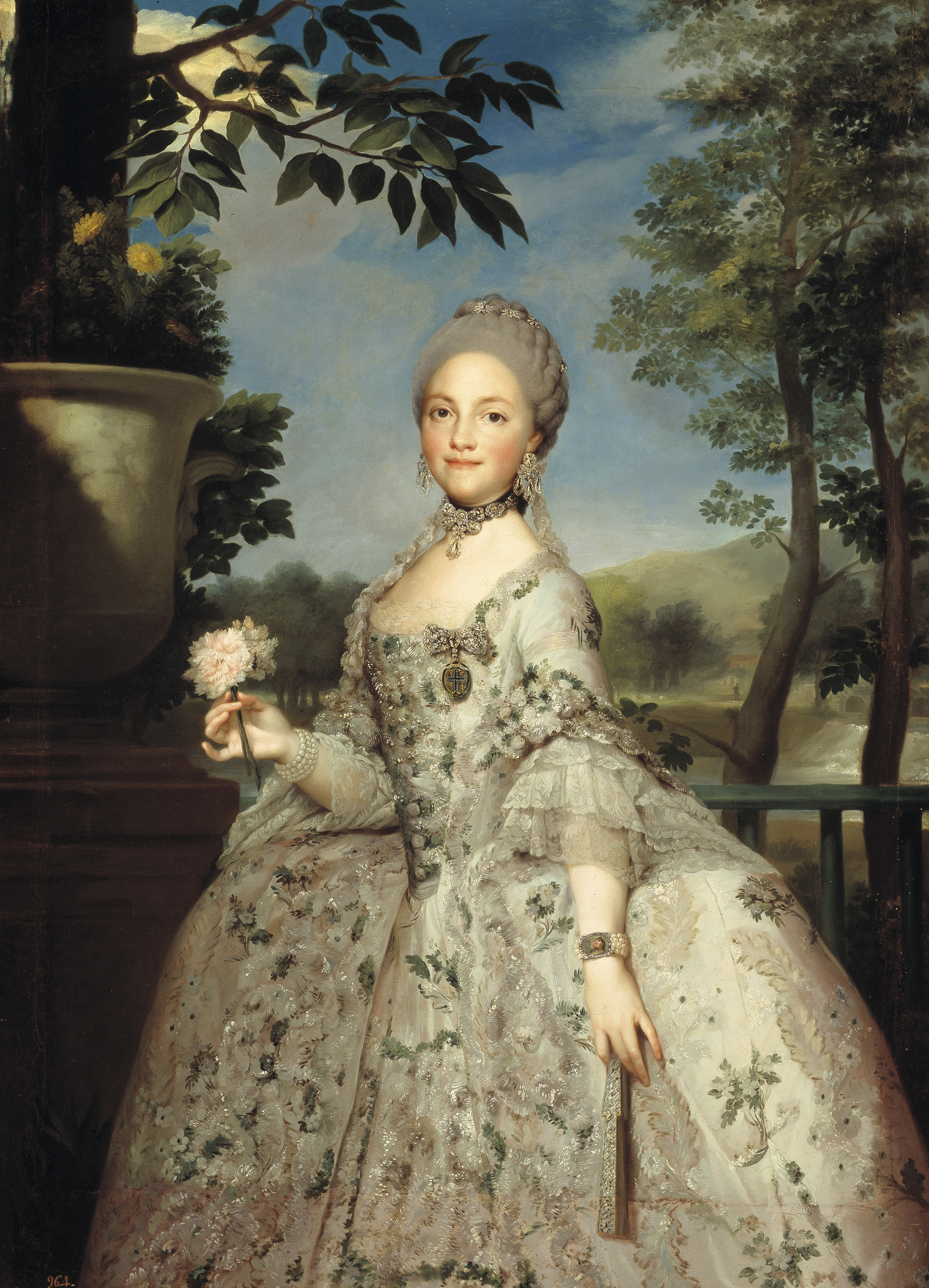
Maria Luise im Alter von 14 (1765), porträtiert von Anton Raphael Mengs.

Maria Luise von Bourbon-Parma wurde am 9. Dezember 1751 als zweite Tochter von Louise Élisabeth von Frankreich, der ältesten Tochter König Ludwigs XV. von Frankreich, und deren Ehemann Herzog Philipp von Parma in Parma geboren. Diesen Herzogstitel hatte ihr Vater im Frieden von Aachen (1748) erhalten.
Gemeinsam mit ihren beiden älteren Geschwistern Isabella (* 1741; † 1763) und Ferdinand (* 1751; † 1802) – die später Joseph II. bzw. dessen Schwester Maria Amalia, Kinder der Kaiserin Maria Theresia und ihres Ehemannes Kaiser Franz Stephan, heiraten sollten – bekam Maria Luise in Parma eine sorgfältige Ausbildung, u. a. durch den französischen Philosophen Étienne Bonnot de Condillac. Eine Sammlung von 13 Texten, die zur Unterrichtung der Herzogskinder dienten, wurde in die Gesamtausgabe von Condillacs Werken aufgenommen.
Im Gegensatz zu ihrer Mutter und ihrer älteren Schwester Isabella, die unter Depressionen litten, entwickelte sich Maria Luise zu einer selbstbewussten und eigenwilligen jungen Frau.

## Heirat mit Karl IV.; spanische Kronprinzessin
Eine von Louise Élisabeth angedachte Eheverbindung ihrer Tochter Maria Luise mit dem damaligen französischen Thronerben Ludwig (einem älteren Bruder der späteren Könige Ludwig XVI., Ludwig XVIII. und Karl X.) scheiterte am frühen Ableben (1761) des Dauphins. Stattdessen wurde Maria Luise 1762 mit dem Fürsten von Asturien, dem späteren König Karl IV. von Spanien, verlobt. Am 4. September 1765 fand dann die Hochzeit der 13-jährigen Maria Luise mit dem spanischen Kronprinzen im Palast von La Granja statt. Im Rahmen dieser Hochzeit sollten die Beziehungen zwischen den in Spanien und Parma regierenden Bourbonen gefestigt werden.
Karl (IV.) brachte seiner Gemahlin zunächst keine Zuneigung entgegen, weswegen er von seinem Vater, dem spanischen König Karl III., scharf gerügt wurde. Maria Luise litt unter der strengen Etikette am Hof ihres Schwiegervaters Karl III., der sie zwar sehr mochte, aber wegen ihrer jugendlichen Frivolität scharf beaufsichtigen ließ. Zwei junge Hofdamen, deren Verhalten für sie ein schlechtes Vorbild hätte abgeben können, wurden aus ihrer Umgebung entfernt. Diese Damen hatten die Kronprinzessin dazu animiert, inkognito allein durch Madrid zu streifen, was der sittenstrenge Karl III. nicht duldete. Aus demselben Grund musste Maria Luise auch die Gegenwart mehrerer junger Herren, wie etwa jener des Herzogs von Lancaster, entbehren.
Zu Lebzeiten ihres königlichen Schwiegervaters konnte Maria Luise keinen politischen Einfluss ausüben, gewann aber allmählich das Herz ihres wenig ehrgeizigen und geringe Entschlusskraft aufweisenden Gatten, den sie zunehmend beherrschte. Es ist nicht zuletzt auf ihren Einfluss zurückzuführen, dass sich Karl (IV.) der am Hof seines Vaters existierenden, um den Grafen von Aranda gruppierten aragonesischen oder Militärpartei anschloss, während Karl III. geschickt zwischen dieser und der zweiten dominanten Hofpartei der golillas („Halskrausenträger“), die für einen starken Zentralismus eintrat, lavierte. Aranda musste sich 1773 als Botschafter nach Paris begeben und fühlte sich gegen Ende der Regierung Karls III. zu wenig durch den Fürsten von Asturien unterstützt, während damals der Graf von Floridablanca, ein Mitglied der golillas-Partei, als Erster Staatsminister große Macht ausübte und das Kronprinzenehepaar fast gänzlich vom öffentlichen Leben ferngehalten war.
Maria Luise brachte insgesamt 14 Kinder zur Welt (s. u.). War sie in ihrer Jugend auch einigermaßen hübsch gewesen, so verlor sie durch ihre zahlreichen Geburten ihre Attraktivität und wurde von Zeitgenossen häufig als hässlich beschrieben. Diese Beeinträchtigung ihres Aussehens versuchte sie u. a. durch das Tragen eleganter Kleidung und teuren Schmucks zu kaschieren. Der berühmte spanische Maler Francisco de Goya schuf von ihr mehrere Porträts.

## Königin von Spanien
Am 14. Dezember 1788 starb König Karl III. und Maria Luise wurde als Gemahlin Karls IV. Königin von Spanien. Sie begann sich bald in die Regierungsgeschäfte einzumischen und soll sich trotz ihrer Unansehnlichkeit damals kursierenden Gerüchten zufolge wechselnde Liebhaber gehalten haben. Mit mehreren hochstehenden Damen trug sie Rivalitäten aus, so u. a. mit der Herzogin von Alba, der Herzogin von Osuna und mit ihrer Schwägerin, der Königin Maria Karolina von Neapel.

Das Wappen der Königin Maria Luise

Floridablanca hatte nach dem Regierungsantritt Karls IV. zunächst seinen Ministerposten behalten können, wurde aber im Februar 1792 durch seinen Rivalen Aranda ersetzt, der bereits im November 1792 ebenfalls sein Amt räumen musste. Beide Staatsmänner hatten vor allem die spanische Politik gegenüber dem revolutionären Frankreich, bei der es Karl IV. um die Rettung Ludwigs XVI. und dessen Familie ging, nicht zufriedenstellend geleitet. Zu Arandas Nachfolger stieg Manuel de Godoy auf, welcher der königlichen Garde angehörte und seit September 1788 zum engeren Kreis um Karl IV. und Maria Luise zählte. Er war ein wichtiger Weggefährte und Galan der Königin geworden; gerüchteweise wurde ihm sogar ein intimes Langzeitverhältnis mit Maria Luise nachgesagt und vermutet, er sei der Vater von deren jüngstem Sohn Francisco.
Godoy nutzte die Gunst, die er bei Maria Luise, aber auch bei deren Gatten genoss, um die Politik Spaniens maßgeblich bestimmen zu können. Er hatte die Fähigkeit, das spanische Königspaar in seinem Sinn zu manipulieren. Am 2. Oktober 1797 heiratete er auf Betreiben Maria Luises die junge María Teresa de Borbón y Vallabriga, die einer morganatischen Ehe des Infanten Luis de Borbón y Farnesio, eines Onkels Karls IV., entstammte. Daneben hatte er jedoch auch ab etwa 1800 mit Pepita Tudó eine dauerhafte Geliebte. Im Mai 1798 wurde er als Erster Staatsminister entlassen, doch blieb ihm das Königspaar wohlgesinnt.
Bald nachdem Napoleon in Frankreich die Herrschaft an sich gerissen hatte (November 1799), begann er politischen Druck auf Spanien auszuüben, um dessen Mitwirkung bei seinen hochfliegenden Absichten zu erlangen. Dabei suchte er aber auch ein gutes Verhältnis zu Maria Luise aufzubauen, da er über deren großen Einfluss auf die spanischen Regierungsgeschäfte wohlinformiert war. So schrieb er ihr höfliche Briefe und schickte ihr wertvolle Geschenke, etwa eine kunstvoll gearbeitete Goldhaarperücke. Die spanische Königin fühlte sich geschmeichelt und übersandte dem französischen Machthaber im Gegenzug u. a. ein diamantenbesetztes Schwert. Nach der Entsendung von Lucien Bonaparte als französischen Botschafter nach Madrid (November 1800) korrespondierte Napoleon nur noch mit dem damals wieder an die Macht gelangten Godoy, ließ Maria Luise aber durch seine Diplomaten ausgesucht zuvorkommend behandeln. Daher schätzte die Königin Napoleon sehr und förderte Spaniens Allianz mit Frankreich.
Durch ihre grenzenlose Unterstützung des nun fast unumschränkt herrschenden Godoy wurde Maria Luise unterdessen bei der spanischen Bevölkerung unpopulärer. Während eine Wirtschaftskrise herrschte und die Nahrungsmittelpreise weiter stiegen, erhielt der ohnehin sehr reiche Günstling zusätzliche Einkünfte von 500.000 Dukaten. Als die Königin einmal entlang des Manzanares spazierte, wurde sie von einer wütenden Menschenmenge umringt, die ihr die Mitschuld an der tristen Lage des Landes gab und sie bedrohte. Ihre Leibwächter konnten sie nur mit viel Mühe beschützen; die Rädelsführer wurden daraufhin streng bestraft. Dennoch wurde die Königin öffentlich ebenso sehr wie ihr Gatte Karl IV. bejubelt, als das Königspaar etwa eine Reise nach Barcelona unternahm, um dort im Oktober 1802 die Doppelhochzeit des Fürsten von Asturien, Ferdinand, mit Maria Antonia und seiner Schwester María Isabel mit dem Kronprinzen Franz (I.) von Neapel-Sizilien zu feiern. In der Folgezeit war Maria Luise ihrer Schwiegertochter Maria Antonia sehr abgeneigt, da diese ihre Macht zu unterminieren versuchte. Maria Antonia verstarb indessen bereits 1806 an Tuberkulose.

## Abdankung, Exil und Tod
Die Gegner Manuel Godoys erregten die Eifersucht des Kronprinzen Ferdinand (VII.) auf den einflussreichen Günstling, der weiterhin unerschütterlich in der Gunst des spanischen Königspaars stand. Ferdinand begann gegen seinen Vater zu konspirieren, doch wurde sein Komplott aufgedeckt. Der Aufstand von Aranjuez vom 17. März 1808 führte schließlich zu Godoys Sturz; Karl IV. dankte zu Gunsten Ferdinands ab. Napoleon nutzte die turbulente Situation in Spanien. Er lud Ferdinand und dessen Eltern nach Bayonne ein. Dort trat Karl IV. seine Herrschaftsrechte auf Spanien am 5. Mai 1808 an den französischen Kaiser ab; am Folgetag musste auch Ferdinand auf die Krone verzichten. Maria Luise soll sogar die Legitimität der Ansprüche ihres Sohnes auf den spanischen Thron bestritten und ihn angeklagt haben. In der Folge ernannte Napoleon seinen Bruder Joseph Bonaparte zum neuen Monarchen Spaniens.
Maria Luise wurde mit Karl IV., Godoy sowie ihren Kindern María Luisa, Königin von Etrurien, und Francisco de Paula zuerst nach Compiègne und Fontainebleau gebracht. Ihre weiteren Jahre im Exil verbrachte Maria Luise sodann in Marseille, Nizza und schließlich in Rom. Dort lebte sie mit ihrem Gatten mehrere Jahre bis zu ihrem Tod, bekam aber zunächst nur geringfügige und unregelmäßig ausgezahlte Gelder von der kaiserlichen Regierung; nachdem aber Ferdinand VII. 1814 wieder den spanischen Thron bestiegen hatte, überwies er seinen Eltern wesentlich bedeutendere Beträge. Am 2. Januar 1819 verstarb Maria Luise in Rom im Alter von 67 Jahren. Ihr Gemahl folgte ihr nur 18 Tage später in den Tod. Ferdinand VII. ließ die Gebeine seiner Eltern in das Pantheon der Könige des Klosters El Escorial überführen.

## Ehrungen
Nach ihr benannt ist die Pflanzengattung Aloysia Ortega ex Juss. aus der Familie der Eisenkrautgewächse (Verbenaceae). Die Gattungsnamen Carludovica Ruiz & Pav. und Ludovia Pers. aus der Familie der Scheibenblumengewächse (Cyclanthaceae) sind zu Ehren von Carlos IV., König von Spanien und Maria Luisa von Bourbon-Parma benannt worden.

## Vorfahren
|  |                                                      |  |  |  |  |  |  |  |  |  |  |  |  |
|  | Ludwig, Dauphin von Frankreich (1661–1711)           |  |  |  |  |  |  |  |  |  |  |  |  |
|  |                                                      |  |  |  |  |  |  |  |  |  |  |  |  |
|  |                                                      |  |  |  |  |  |  |  |  |  |  |  |  |
|  | Philipp V. König von Spanien (1683–1746)             |  |  |  |  |  |  |  |  |  |  |  |  |
|  |                                                      |  |  |  |  |  |  |  |  |  |  |  |  |
|  |                                                      |  |  |  |  |  |  |  |  |  |  |  |  |
|  | Maria Anna von Bayern (1660–1690)                    |  |  |  |  |  |  |  |  |  |  |  |  |
|  |                                                      |  |  |  |  |  |  |  |  |  |  |  |  |
|  |                                                      |  |  |  |  |  |  |  |  |  |  |  |  |
|  | Philipp Herzog von Parma (1720–1765)                 |  |  |  |  |  |  |  |  |  |  |  |  |
|  |                                                      |  |  |  |  |  |  |  |  |  |  |  |  |
|  |                                                      |  |  |  |  |  |  |  |  |  |  |  |  |
|  | Odoardo II. Farnese (1666–1693)                      |  |  |  |  |  |  |  |  |  |  |  |  |
|  |                                                      |  |  |  |  |  |  |  |  |  |  |  |  |
|  |                                                      |  |  |  |  |  |  |  |  |  |  |  |  |
|  | Elisabetta Farnese (1692–1766)                       |  |  |  |  |  |  |  |  |  |  |  |  |
|  |                                                      |  |  |  |  |  |  |  |  |  |  |  |  |
|  |                                                      |  |  |  |  |  |  |  |  |  |  |  |  |
|  | Dorothea Sophie von der Pfalz (1670–1748)            |  |  |  |  |  |  |  |  |  |  |  |  |
|  |                                                      |  |  |  |  |  |  |  |  |  |  |  |  |
|  |                                                      |  |  |  |  |  |  |  |  |  |  |  |  |
|  | Maria Luise von Bourbon-Parma                        |  |  |  |  |  |  |  |  |  |  |  |  |
|  |                                                      |  |  |  |  |  |  |  |  |  |  |  |  |
|  |                                                      |  |  |  |  |  |  |  |  |  |  |  |  |
|  | Ludwig Herzog von Burgund (1682–1712)                |  |  |  |  |  |  |  |  |  |  |  |  |
|  |                                                      |  |  |  |  |  |  |  |  |  |  |  |  |
|  |                                                      |  |  |  |  |  |  |  |  |  |  |  |  |
|  | Ludwig XV. König von Frankreich (1710–1774)          |  |  |  |  |  |  |  |  |  |  |  |  |
|  |                                                      |  |  |  |  |  |  |  |  |  |  |  |  |
|  |                                                      |  |  |  |  |  |  |  |  |  |  |  |  |
|  | Maria Adelaide von Savoyen (1685–1712)               |  |  |  |  |  |  |  |  |  |  |  |  |
|  |                                                      |  |  |  |  |  |  |  |  |  |  |  |  |
|  |                                                      |  |  |  |  |  |  |  |  |  |  |  |  |
|  | Marie Louise Élisabeth de Bourbon (1727–1759)        |  |  |  |  |  |  |  |  |  |  |  |  |
|  |                                                      |  |  |  |  |  |  |  |  |  |  |  |  |
|  |                                                      |  |  |  |  |  |  |  |  |  |  |  |  |
|  | Stanislaus I. Leszczyński (1677–1766)                |  |  |  |  |  |  |  |  |  |  |  |  |
|  |                                                      |  |  |  |  |  |  |  |  |  |  |  |  |
|  |                                                      |  |  |  |  |  |  |  |  |  |  |  |  |
|  | Maria Leszczyńska Königin von Frankreich (1703–1768) |  |  |  |  |  |  |  |  |  |  |  |  |
|  |                                                      |  |  |  |  |  |  |  |  |  |  |  |  |
|  |                                                      |  |  |  |  |  |  |  |  |  |  |  |  |
|  | Katharina Opalińska (1680–1747)                      |  |  |  |  |  |  |  |  |  |  |  |  |
|  |                                                      |  |  |  |  |  |  |  |  |  |  |  |  |
|  |                                                      |  |  |  |  |  |  |  |  |  |  |  |  |

## Nachkommen

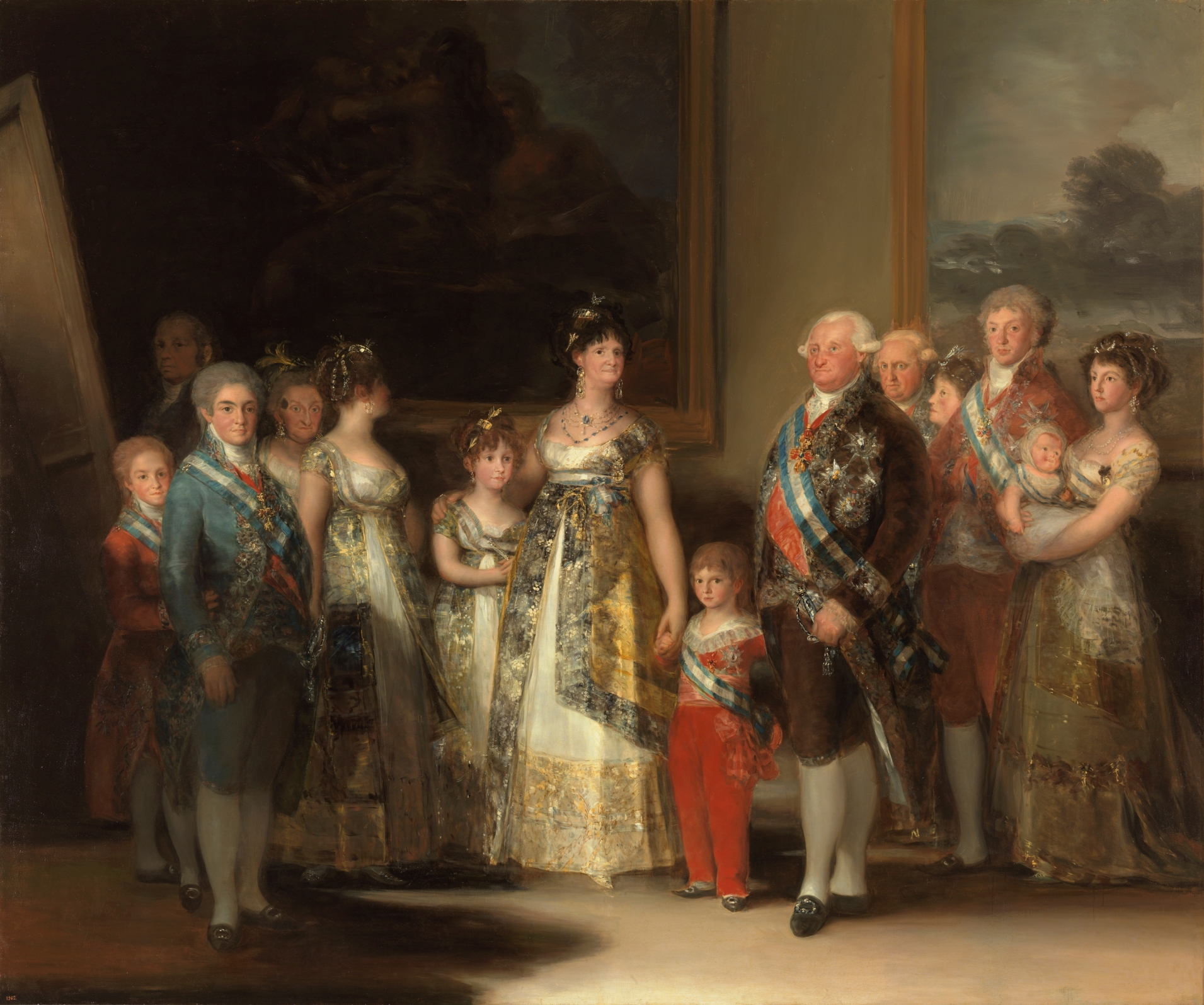
Maria Luise auf Goyas Bild Die Familie Karls IV.

Die 14 Kinder Maria Luises waren folgende:
- Carlos Clemente (* 19. September 1771; † 7. März 1774)
- Carlota Joaquina (25. April 1775; † 7. Januar 1830) ⚭ 1785 Johann VI., König von Portugal
- María Luisa (* 11. September 1777; † 2. Juli 1782)
- María Amalia (* 9. Januar 1779; † 22. Juli 1798) ⚭ 1795 ihrem Onkel Antonio Pascal (1755–1817)
- Carlos Domingo (* 5. März 1780; † 11. Juni 1783)
- María Luisa (6. Juli 1782; † 13. März 1824) ⚭ 1795 Ludwig (1773–1803), König von Etrurien
- Carlos Francisco (* 5. September 1783; † 11. November 1784)
- Felipe Francisco (* 5. September 1783; † 18. Oktober 1784)
- Ferdinand VII. (* 14. Oktober 1784; † 29. September 1833), König von Spanien

1. ⚭ 1802 Maria Antonia von Neapel-Sizilien (1784–1806)
2. ⚭ 1816 Maria Isabella von Portugal (1797–1818)
3. ⚭ 1819 Maria Josepha von Sachsen (1803–1829)
4. ⚭ 1829 Maria Christina von Bourbon-Sizilien (1806–1878)

- Carlos (V.) (* 29. März 1788; † 10. März 1855), Thronprätendent
- María Isabel (* 6. Juli 1789; † 13. September 1848) ⚭ 1802 Franz I., König von Sizilien
- María Teresa (* 16. Februar 1791; † 2. November 1794)
- Felipe María (* 28. März 1792; † 1. März 1794)
- Francisco de Paula de Borbón (* 10. März 1794; † 13. August 1865) ⚭ 1819 seiner Nichte Luisa Carlota von Neapel-Sizilien